# Willibrord Haas
Willibrord Haas (* 9. Februar 1936 in Schramberg) ist ein deutscher Maler, Zeichner und Grafiker.

## Leben
Willibrord Haas wurde in eine Musikerfamilie geboren, 1948 zog er nach Wangen. Ab 1954 studierte er an der Akademie der Bildenden Künste in München. Seine Lehrer waren Hermann Kaspar, Richard Seewald, Charles Crodel, Georg Schmidt. Daneben belegte er Veranstaltungen an der Ludwig-Maximilians-Universität bei Hans Sedlmayr und Romano Guardini. 1960 schloss er das Studium als Meisterschüler ab. Ab dem Folgejahr wirkte er in Berlin. 1966 erfolgte seine erste Ausstellung in Biberach. Wenig später macht er Bekanntschaft mit Joseph Beuys, dessen Kunstverständnis ihn inspirierte. Ab 1975 war er Dozent für Radierung an der Internationalen Sommerakademie in Salzburg und wirkte regelmäßig in Veranstaltungen verschiedener Institutionen.
Haas war von 1972 bis zu deren Tode 2014 mit Helga Wirth verheiratet. Das Paar hatte zwei Söhne.
Willibrord Haas ist einer der letzten noch lebenden Künstler der „Nachkriegs-Abstraktion“.

## Werke
Themen seiner Aquatinta-Arbeiten und in Aussprengtechniken über 3 bis 4 Platten knüpfen oft an Märchen und Symbole, an Landschaftliches und Kosmisches sowie Computer an.
- 1985: „Vernetzung“
- 1987: „Gekrümmter Farbhorizont“
- 1989: „Wenn Piet M. an Seebüll denkt“
- 1989: „Gral“
- 1990: „Gold und Moos“
- 1990: „Turbogestirn“
- 1991: „Keitum“ aus der Sylt-Serie
- 1991: „Crépuscule - Farbklänge“
- 1998: „Dunkles Land“

## Kataloge, Kunstbücher und Werkverzeichnisse
- Landschaft als Farbgestalt. Hg. Ursula Noé. Abend-Galerie Berlin 1978
- Bilder, Aquarelle und Farbradierungen von 1970 bis 1978. Abend-Galerie Berlin Oktober 1978 (mit einem Werkverzeichnis der Radierungen 1973–1978 von Heinrich C. Noé)
- Farbhorizonte. Monographie. Hg. Claus Netuschil. Texte Angelika Stepken, Curt Grützmacher, Hans Günther Sperlich. Saalbau-Galerie Darmstadt 1986 (mit einem weiterführenden Werkverzeichnis der Radierungen bis 1985 von Reinhard W. Eckhardt)
- Das kleine Bilderbuch. Edition Galerie Aquaforte, Berlin 1989
- Farbklänge. Die Farbradierungen von 1973–1991. Hg. Volker Wiegand. Edition Schnake Münster artcolor-verlag 1991 (mit einer weiterführenden Auflistung aller bisher erschienenen Farbradierungen, zusammengestellt von Thomas Bossen)
- con fuoco. Die großen Farbradierungen. Galerie Aquaforte Berlin 1995
- Der Mann in der Kunst. Erotische Zeichnungen. Hg. Volker Janssen. Janssen Verlag, Berlin 1996 (Janssen-Künstlermonographien, Bd. 6)
- Die Kraft der Farbe. Malerei 1994–1997. Texte von Ottmar Bergmann und Jürgen Steinfeld. Edition Galerie Aquaforte Berlin 1997
- Farbsturm. Radierungen 1997–1999. Text Ottmar Bergmann. Edition Galerie Aquaforte Berlin 1999
- Projekt 66. (Im 66. Jahr 66 Kleinstradierungen in 66er Auflage zum Preis von 66 Euro). Edition Galerie Aquaforte Berlin 2002
- Fliegende Inseln. Das Brevier. (Radiermappe). Edition Galerie Aquaforte Berlin 2003
- Heute. Die Bilder. 35 Jahre radieren, 50 Jahre malen, 70 Jahre. Texte von Angelika Steppken, Ottmar Bergmann u. a. Edition Galerie Aquaforte Berlin 2006
- Black Friends. Fotoakte. Hg. Janssen Publishers. Berlin 2008
- Farbe in Fluss. Bilder und Farbradierungen 1993–2008. Kunstverein Salzgitter e.V., 15. Juni bis 6. Juli 2008
- Selbstbesichtigung. Dreizehn Selbstportraits radiert 1980 bis 2008 von Willibrord Haas. Katalog zur Kassette mit Texten von Wolfgang Grätz, Hartmut R. Berlinicke, Dr. Martin Lätzel, W. Haas. Hg. Galerie Aquaforte Berlin 2008
- Frühlingserwachen. 100 Radierungen von 2001 bis 2008. Hg. Edition Aquaforte Berlin 2009
- Gemälde und Farbradierungen 2014/2015. Ausstellung vom 31. Mai 2015 bis 29. Juli 2015 Temporäre (Zeit)Galerie des Kunstvereins Hoher Fläming Burg Eisenhardt Bad Belzig 2015
- Zwischenspiel. Neue Aktbilder 2016.
- Eighty Birds. 80 Jahre – 80 Bilder – 80 × 80 cm. Galerie Schloss Mochental. Ausstellung vom 20. März bis 8. Mai 2016 (Der Katalog Eighty Birds erscheint zum 80. Geburtstag von W. Haas)
- Neue Aquarelle – Alte Aquatinten – Neue Acryle 2016/2017. Ausstellung im Kunst-Geschoss der Stadtgalerie Werder Inselstadt vom 9. Februar bis zum 14. April 2017
- Spintisierung vom Gedanken in die Farbe. Galerie Kunst am Gendarmenmarkt. Ausstellung vom 5. August 2017 bis zum 5. September 2017. Berlin 2017